# أكل البراز

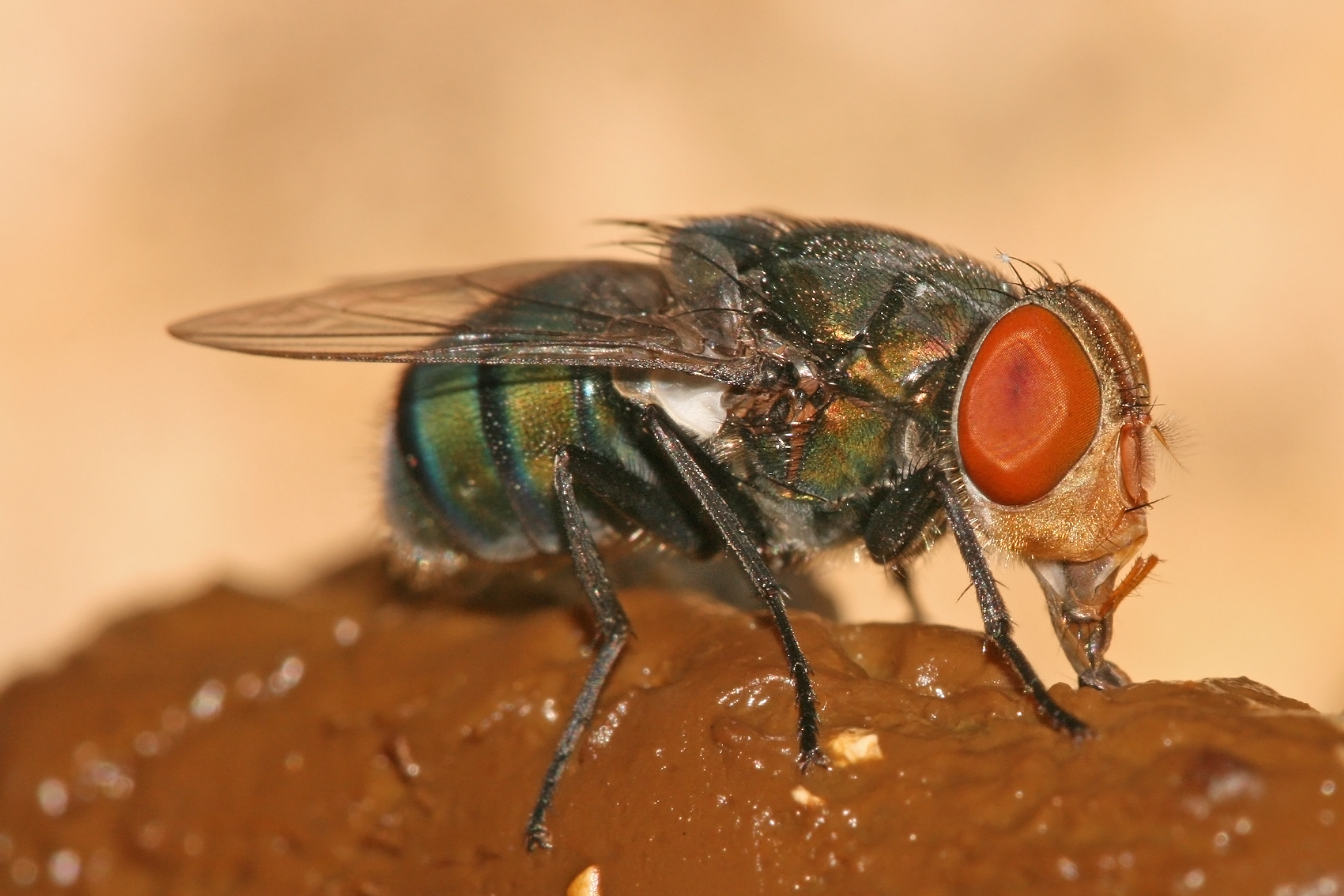
ذبابة المراحيض الشرقية (Chrysomya megacephala) تتغذى على البراز.

أكل البراز أو أكل الغائط أو اغتذاء بالبراز هو عملية تناول البراز.يدل هذا المصطلح على العديد من أنواع أكل البراز ويتضمن ذلك تناول براز نوع آخر من الكائنات الحية (غير المتجانسة)، أو تناول براز شخص آخر من نفس النوع (التخصيص البلعومي)، أو تناول  براز الشخص نفسه (البلعمة الذاتية)، يتم تناول البراز في الحالات السابقة من فتحة الشرج مباشرة.
بالنسبة للإنسان تم وصف هذه الممارسات في أواخر القرن التاسع عشر لدى الأشخاص الذين يعانون من الأمراض العقلية ومن يمارسون العادات الجنسية الغير تقليدية. يتناول بعض أنواع الحيوانات البراز كسلوك طبيعي، خاصة أرنبيات الشكل، ذلك يسمح للمواد النباتية الصلبة لأن تهضم بشكل أكبر من خلال المرور في الجهاز الهضمي مرتين. بعض الأنواع الأخرى تتناول البراز تحت ظروف معينة.

## الإنسان
رُصد أكل البراز عند بعض الأشخاص المصابون بمرض انفصام الشخصية  والقطا (الوحم).

Ttongsul أو «خمر البراز» تم استخدامه في الطب الكوري القديم، بشكل مثالي يُستخدم براز الطفل مع الكحول بنسبة 9% من حيث الحجم.

## حيوانات أخرى

### اللافقاريات

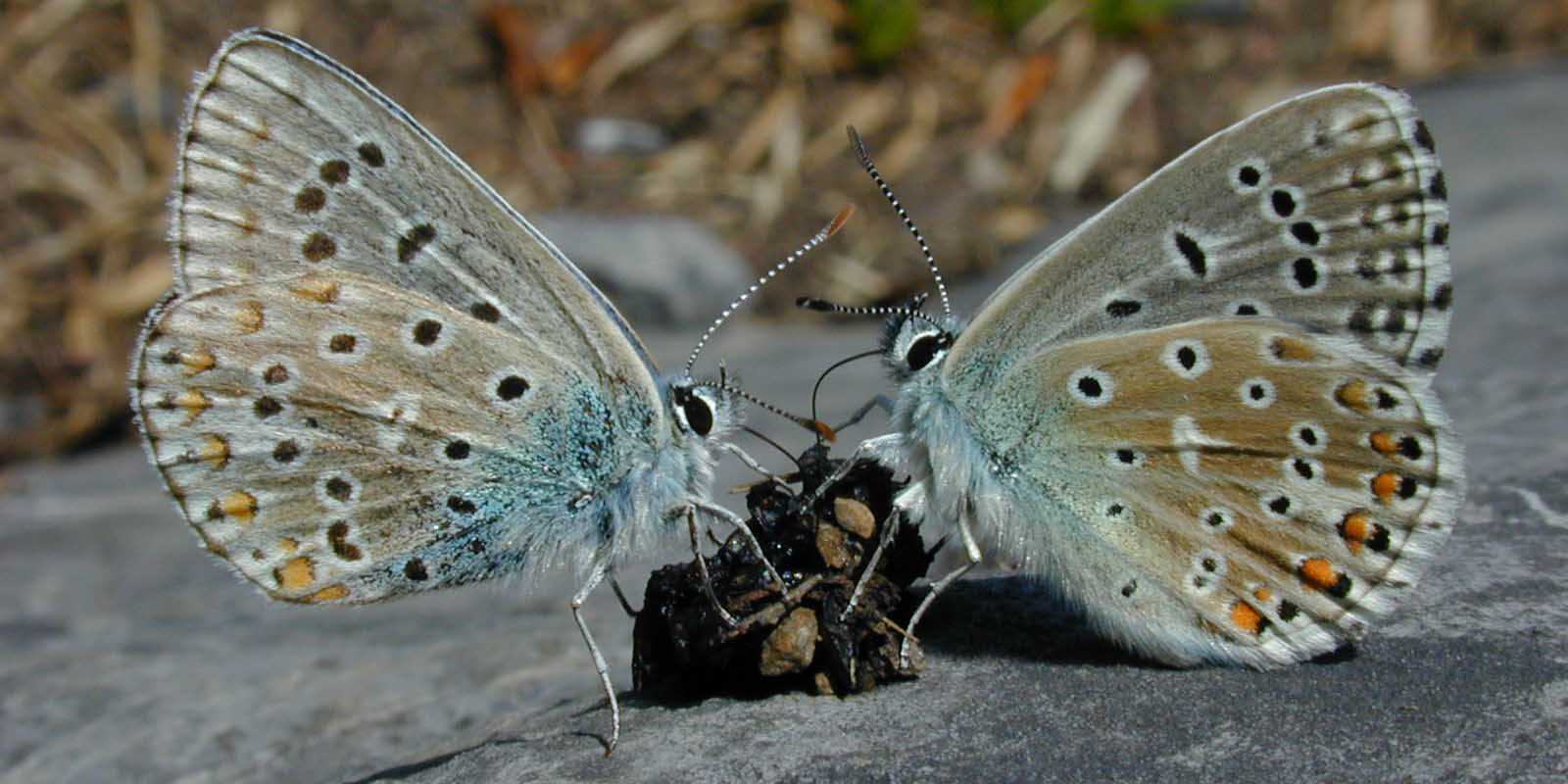
اثنين من أدونيس الفراشات الزرقاء تتغذى على كتلة من البراز

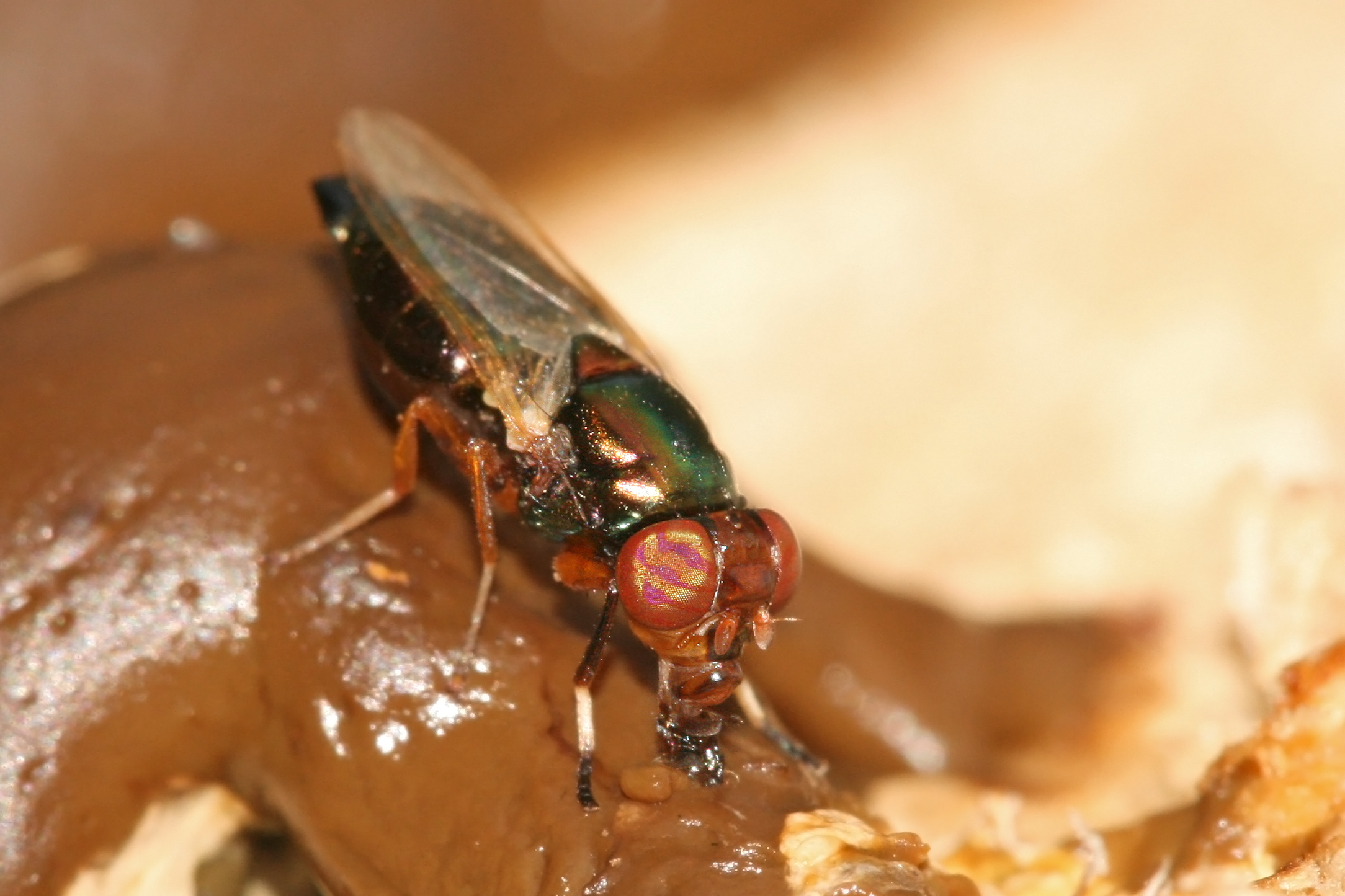
أنثى ذبابة مجنحة الصورة تتغذى على البراز

تستهلك الحشرات ذات التغذية البرازية براز الحيوانات كبيرة الحجم وتُعيد هضمه، يحتوي هذا البراز على كميات وفيرة من الطعام شبه المهضوم، وخاصة براز الحيوانات العاشبة، نظراً إلى عدم كفاءة الجهاز الهضمي في الحيوانات كبيرة الحجم منها.
اثنتان من الحشرات آكلة البراز، هما نوعان معينان من الذباب وخنفساء أبو جعران، تتغذى خنفساء أبو جعران على المكونات السائلة الغنية بالكائنات الحية الدقيقة الموجودة في روث الثديات،
وتضع بيوضها على شكل كرات تتكون بشكل رئيسي من المواد الليفية المتبقة.
يأكل النمل الأبيض براز بعضه الآخر كوسيلة للحصول على الأولويات المتواجدة في المعي الخلفي عنده.
يمتلك النمل الأبيض والكائنات وحيدة الخلية علاقة تكافلية (مثال: العلاقة التكافلية بين الأوليات والنمل الأبيض والتي تسمح للنمل الأبيض بهضم السيليلوز الموجود في غذائها).
على سبيل المثال في مجموعة واحدة من النمل الأبيض يوجد علاقة تكافلية ثلاثية الإتجاه:
النمل الأبيض من عائلة (Rhinotermitidae) والكائنات وحيدة الخلية محللة السليلوز من فصيلة (Pseudotrichonympha) المُتواجدة داخل أمعاء النمل الأبيض والمتكافلات البكتيرية داخل الخلوية المُتواجدة داخل خلايا  الكائنات وحيدة الخلية.

### الفقاريات
في بعض الأحيان يمكن ان تكون الثدييات الأهلية (المستأنسة) والبرية آكلة للبراز، يشكل ذلك جزء مهم في عملية هضم المواد النباتية الصلبة عند بعض الأنواع منها.
من الممكن أن تكون الكلاب آكلة للبراز، من المحتمل انها تقوم بذلك لإعادة التوازن للمجتمعات المكونة من الكائنات الحية الدقيقة الممرضة والتكافلية التي تعيش على اجسادها وداخلها أيضا، أو لابتلاع المواد الغذائية المفقودة.
تُنتج أنواع الحيوانات ضمن رتبة الأرنبيات (الأرانب، الأرانب البرية، الوَبْر) نوعين من حبيبات البراز: الصلبة والسلسة التي تدعى سيكوتروس*(cecotropes).
هذه الأنواع من الحيوانات تقوم بإعادة ابتلاع حبيبات البراز السلسة الخاصة بها لتتمكن من استخراج المزيد من المواد الغذائية.
تُستخرج حبيبات البراز السلسة من المواد النباتية الممضوغة التي يتم تجميعها في المعي الأعور، وهي حجرة بين الأمعاء الغليظة والأمعاء الدقيقة تحتوي بداخلها على كميات كبيرة من البكتيريا التكافلية التي تساعد على هضم السيليلوز وإنتاج أنواع معينة من فيتامين ب.
بعد إخراج حبيبات البراز السلسة، يتم إعادة أكلها  بالكامل عن طريق الحيوان وإعادة هضمها في أجزاء معينة من المعدة. تبقى حبيبات البراز سليمة لمدة تصل إلى  ست ساعات في المعدة بينما تستمر البكتيريا الموجودة داخلها بهضهم المواد الكربوهيدراتية المأخوذة من النباتات.
تُمكن عملية الهضم المزدوج هذه الحيوانات من استخلاص العناصر الغذائية التي قد تكون قد فقدتها اثناء أول مرور لها عبر الأمعاء، والعناصر الغذائية التي تشكلت عن طريق النشاط الميكروبي أيضاً.
تخدم هذه العملية الهدف ذاته الذي تخدمه عملية الاجترار في الماشية والأغنام.
غالباً ما يتم تغذية الماشية في الولايات المتحدة على فضلات الدجاج. هناك مخاوف من أن هذه الممارسات يمكن أن تؤدي إلى إصابة الماشية بمرض الاعتلال الدماغي الاسفنجي (مرض جنون البقر)، بسبب وجود عظام مطحونة في علف الدجاج.
تُنظم إدارة الغذاء والدواء الأمريكية هذه الممارسات عن طريق محاولة منع إدخال أي جزء من الدماغ أو الحبل الشوكي للأبقار في علف الماشية.
حظرت دول أخرى مثل كندا استخدام فضلات الدجاج كعلف للماشية.
تأكل الفيلة اليافعة ودببة الباندا العملاقة والكوالا وفرس النهر براز أمهاتهم أو غيرها من الحيوانات في القطيع من أجل الحصول على البكتيريا اللازمة للقيام بعملية هضم صحيحة للنباتات الموجودة في نظامها الأيكولوجي.
عندما تولد مثل هذه الحيوانات تكون امعاؤها معقمة ولا تحتوي على هذه الأنواع من البكتيريا. دون القيام بذلك لن يتمكنوا  من الحصول على أي قيمة غذائية من النباتات.
تأكل حيوانات الهامستر والخنازير الغينية والشنشيلة والقنافذ وفئران الخلد فضلاتها الخاصة، والتي يُعتقد أنها مصدراً لفيتامينين ب وكالذي يتم إنتاجه بواسطة البكتيريا المعوية.
لُوحظ أن الغوريلا في بعض الحالات النادرة تقوم باستهلاك برازها الخاص بداعي الملل أو الرغبة في تناول الطعام الدافئ أو إعادة ابتلاع البذور الموجودة في البراز.

## النباتات
بعض النباتات اللاحمة مثل نبات الإبريق العائد لفصيلة السلويات، تحصل على غذائها من براز الحيوانات التعايشية.

## التاريخ
ذكر لوين: "أوصى البدو باستهلاك براز الجمال الطازج والدافئ لعلاج مرض الزحار البكتيري، من المحتمل أن فاعليته تُعزى إلى (إنتاج المضاد الحيوي سبتليزين بواسطة البكتيريا العصوية الرقيقة (بالإنجليزية: Bacillus subtilis)
وقد تم تأكيد هذا الأمر عن طريق تداوله بين الجنود الألمان في إفريقيا أثناء الحرب العالمية الثانية".
منذ قرون تذوق الأطباء براز مرضاهم للحكم على حالتهم بشكل أفضل.

## المجتمع والثقاقة
يتم تصوير ممارسات أكل البراز في بعض الأحيان ضمن المشاهد الإباحية، عادة ً تحت مصطلح scat (من Scatology)  بالعربية علم البراز.
كُتبت رواية 120 يوم في سودوم عام 1785 بواسطة الكاتب ماركيز دي ساد، تمتلئ الرواية بأوصاف تفصيلة لممارسات أكل البراز الجنسية.
تحتوي رواية توماس بينتشون (قوس قزح الجاذبية) الحائزة على جوائز عالمية والتي نشرت علم 1973 على مشهد تفصيلي لممارسة أكل البراز.
غالباً ما وظف فرانسوا رابليه مصطلح (mâchemerde or mâchemerde) والذي يعني ماضغي البراز في روايته الكلاسيكية حياة حياة غارغانتوا وبانتاغرول، وقد جاء هذا المصطلح بالتتالي من الكوميديين اليونانيين أريستوفان وميناندر بشكل خاص، الذي غالباَ ما استخدم مصطلح سكاتوفاغوس (σκατοϕφάγος).
أنشأ المخرج والممثل الإباحي النمساوي سايمون ثور مسلسل «معاصرون إلى أبعد حد» و«بورتريت اكستريم» الذي يعرض ممارسات تناول البراز والولع بالبول والولع بالبراز.
تَصف رواية «نورما» للكاتب الروسي المعاصر فلاديمير سوروكين مجتمعاً تكون فيه ممارسات أكل البراز تأسيسية وإلزامية.
غالبا ما أبرز المغني وكاتب الأغاني الأمريكي غ.ألين ممارسات تناول البراز في عروضه.